# Ann Gerry

Ann Thompson Gerry

Ann Thompson Gerry (* 12. August 1763 in New York City; † 17. März 1849 in New Haven, Connecticut) war die Ehefrau des prominenten US-Politikers Elbridge Gerry, der von 1813 bis 1814 Vizepräsident der Vereinigten Staaten war. Sie war nach Abigail Adams die zweite Second Lady der Vereinigten Staaten, da Thomas Jefferson, Aaron Burr und George Clinton während ihrer Amtszeiten Witwer waren.
Ann war die Tochter eines wohlhabenden Händlers aus New York und heiratete Gerry 1786. Das Paar bekam zwischen 1787 und 1801 zehn gemeinsame Kinder.